# Ammer-Amper-Radweg
Der Ammer-Amper-Radweg (AAR) ist ein ca. 200 km langer Radfernweg in Bayern. Er führt entlang der Ammer, des Ammersees und der Amper von den Ammerquellen bei Ettal bis kurz vor die Mündung der Amper in die Isar bei Moosburg an der Isar. Der Radweg wurde vom ADFC mit vier Sternen ausgezeichnet.

## Routenverlauf

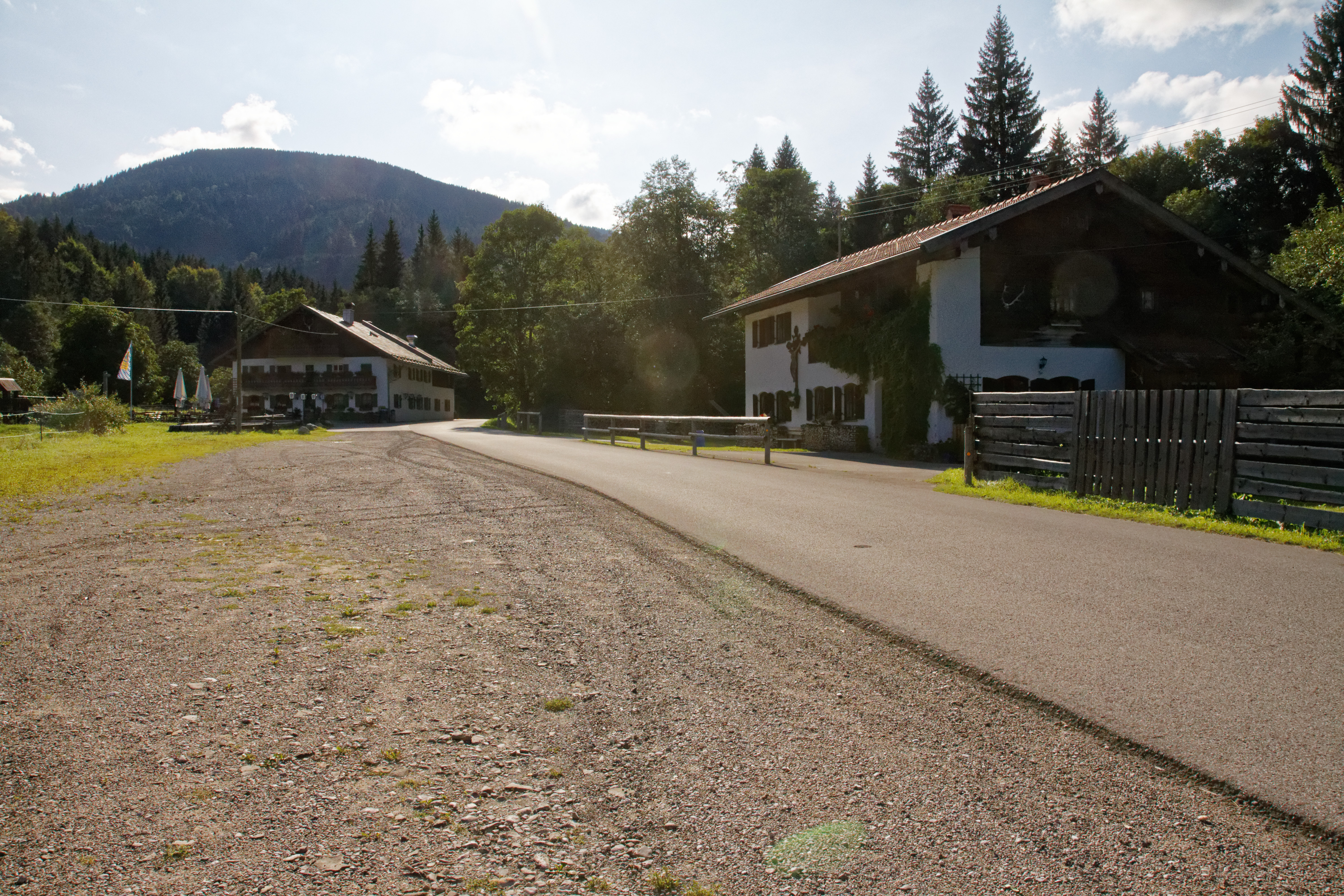
Wegstück bei Unternogg (Saulgrub)

Der Radweg verläuft durch die Ammergauer Alpen, den Pfaffenwinkel und das Bayerische Alpenvorland. Er beginnt an der Ettaler Mühle in Ettal im Naturschutzgebiet Ettaler Weidmoos in der Nähe der Kleinen Ammerquellen im Graswangtal  und führt zunächst nach Oberammergau. Von dort aus verläuft der Radweg über Unterammergau und Altenau und folgt dann ein Stück der Halbammer bis Unternogg. Auf dem Hochufer der Ammerschlucht führt der Radweg über Wildsteig und Rottenbuch nach Peiting, wo er in die Ammerschlucht hinunter führt. Vom Ende der Schlucht aus geht es über Peißenberg, Weilheim und Wielenbach zum Ammersee, den der Radweg in Dießen am Ammersee erreicht.
Von Dießen aus führt der Weg am linken Seeufer entlang über Utting am Ammersee und Schondorf am Ammersee bis Eching am Ammersee, wo der Fluss den See verlässt und von dort an als Amper bezeichnet wird. Von dort aus führt der Radweg am Ampermoos vorbei über Kottgeisering nach Grafrath, wo er die Amper wieder erreicht. Während die Route von Wielenbach aus auf der linken Seite von Ammer, Ammersee und Amper verlief, wechselt der Radweg in Schöngeising wieder auf die rechte Flussseite. Auf der folgenden Strecke über Fürstenfeldbruck und Olching nach Dachau wechselt die Route mehrmals die Flussseite. In Hebertshausen quert der Radweg die Würm kurz vor ihrer Mündung in die Amper. Bei Allershausen biegt der seit dem Ammersee überwiegend nach Nordost verlaufende Radweg nach Osten ab, läuft nördlich an Freising vorbei und endet in Moosburg an der Isar.
Der Ammer-Amper-Radweg verbindet den Bodensee-Königssee-Radweg mit dem Abens-Radweg (Marzling–Bad Gögging) und dem Isarradweg (Scharnitz–Deggendorf) bzw. der D-Route 11 (Freilassing–Rostock).

## Wegbeschaffenheit
Der Startpunkt liegt auf einer Höhe von etwa 840 m ü. NHN, der Endpunkt auf etwa 420 m ü. NHN. Der höchste Punkt liegt mit 880 m ü. NHN in der Gegend von Wildsteig. Im oberen Teil ist der Weg hügelig, im unteren Teil flach.
Etwa 65 % der Strecke führen über asphaltierte Wege und Straßen, 35 % sind nicht asphaltiert. Bei etwa 2 % ist mit einem hohen Verkehrsaufkommen zu rechnen, bei etwa 18 % mit einem mittleren. Etwa 80 % der Strecke haben nur ein geringes Verkehrsaufkommen oder führen abseits von Autostraßen.

## Kultur
Der Ammer-Amper-Radweg führt an zahlreichen kulturellen Sehenswürdigkeiten vorbei, andere sind durch kurze Abstecher erreichbar.
In der Nähe des Startpunkts in Ettal liegen das Kloster Ettal und das Schloss Linderhof. Im Passionsspiel- und Holzschnitzerdorf Oberammergau führt der Radweg am Passionstheater vorbei, hinter Unterammergau an der Kappelkirche. Ein Abstecher von Unternogg aus führt zu der Wieskirche, die zum UNESCO-Welterbe zählt. Das Kloster Rottenbuch mit der Klosterkirche Mariä Geburt gehört zu den eindrucksvollsten Kloster- und Kirchenbauten des Pfaffenwinkels. Die römische Villa rustica in Peiting ist eine der größten ihrer Art in der einstigen römischen Provinz Raetien. Heilig Kreuz in Polling, die ehemalige Klosterkirche des Klosters Polling, beherbergt das Pollinger Kreuz, eines der wenigen erhaltenen hochmittelalterlichen Tafelkreuze in Bayern.
Auf einer Anhöhe oberhalb von Dießen am Ammersee liegt das Marienmünster, ein Meisterwerk des barocken Kirchenbaus im Bayern. Die Kirche St. Jakobus in Schondorf ist einer der am besten erhaltenen romanischen Sakralbauten des Alpenvorlands. St. Rasso in Grafrath zählt zu den ältesten Wallfahrtskirchen in Deutschland. St. Mariä Himmelfahrt in Fürstenfeldbruck, die Klosterkirche des Klosters Fürstenfeld, gilt als ein Hauptwerk des süddeutschen Spätbarock. Dachau hat eine malerische Altstadt mit einem Renaissanceschloss. Auch an der KZ-Gedenkstätte Dachau führt der Radweg vorbei. Freising wird dominiert von seinem Domberg mit dem Dom und der ehemaligen fürstbischöflichen Residenz. Das Kastulusmünster in Moosburg war im 19. Jahrhundert eine berühmte Wallfahrtskirche.

## Erreichbarkeit
Sowohl Start und Ziel als auch verschiedene Orte im Verlauf des Weges sind gut mit öffentlichen Verkehrsmitteln erreichbar. Moosburg liegt an der Regionalbahnstrecke München–Regensburg. Dachau wird von München aus von der Line S2 der S-Bahn München angefahren, Fürstenfeldbruck von der S4 und Herrsching am Ammersee von der S8. Das westliche Ammerseeufer wird von Regionalbahnen von Augsburg aus angefahren. Über die Regionalbahnstrecke München–Garmisch-Partenkirchen und die Ammertalbahn gelangt man bis Oberammergau. Zum Startpunkt an der Ettaler Mühle muss man von dort aus mit dem Bus weiterfahren, weshalb manche Wegbeschreibungen die Tour in Oberammergau beginnen lassen.